# Status-6 Poseïdon
Pour les articles homonymes, voir Kanyon.
Le système océanique polyvalent Status-6 Poseïdon (en russe : Статус-6 Посейдон), ou Kanyon pour la CIA, est un projet russe d'arme sous-marine à conduite autonome mue par moteur dont l'énergie est fournie par un réacteur nucléaire naval et qui serait capable de délivrer une ogive thermonucléaire de 2 à 100 mégatonnes (des doutes subsistent néanmoins quant à la réalité de cette puissance de feu annoncée de 100 mégatonnes).
En 2018, elle était encore au stade du développement. Elle est annoncée par certains médias comme capable d'engendrer une vague haute de plusieurs centaines de mètres par la création d'un tsunami à la position de son explosion.
Pouvant être équipée d'une charge nucléaire au cobalt 60, son explosion rendrait un territoire côtier inhabitable dans un rayon de plusieurs dizaines de kilomètres sur des décennies, voire jusqu'à un siècle,.
Le 22 mars 2018, le ministère russe de la Défense a annoncé qu'à la suite d'une consultation populaire, cette arme était officiellement nommée Poseïdon,.
D'une progression exclusivement sous-marine, elle est insensible aux contre-mesures actuelles destinées à la défense antimissile : missiles antibalistiques, armes à énergie dirigées (lasers de puissance) et canons électriques, mesures qui peuvent seulement s'opposer à des ICBM ou des SLBM. Le drone-torpille Status-6 Poseïdon ne peut donc être contré que par des mesures de lutte anti-sous-marine.

## Historique
La première mention officielle de cette arme remonte à septembre 2015 ; un rapport cite des sources du Pentagone américain. Le 10 novembre 2015, la station de télévision de la chaîne russe NTV montre « par erreur » un document que tient un général russe ; le document contient une plainte de Vladimir Poutine contre des projets américains de missiles défensifs. Cette information mène à un débat quant au fait qu'il s'agisse d'un avertissement aux pays de l'Ouest ou de désinformation.
Un Nuclear Posture Review (en) du Pentagone publié en janvier 2018 affirme que Status-6 est en développement,.
Lors de son discours annuel du premier mars 2018, le président russe Vladimir Poutine annonce six nouveautés dans les systèmes d'armes stratégiques russes, dont fait partie le drone-torpille Status-6 Poseïdon,.
Le 19 juillet 2018, le ministère de la Défense de Russie publie la première vidéo présentant le système océanique polyvalent Poseïdon.
Début avril 2021, le vice-amiral Nils Andreas Stensønes (en), tout nouvellement nommé chef du renseignement norvégien, affirme auprès de CNN que l'arme serait dès à présent en phase de tests, ce qui s'illustre par une montée en puissance conjointe des activités militaires sur les côtes arctiques russes,.

## Caractéristiques
Les caractéristiques opérationnelles précises du drone sous-marin Status-6 Poseïdon sont classifiées et donc officiellement inconnues à ce jour. Celles présentées ci-dessous sont donc provisoires et sujettes à rectifications (à la hausse comme à la baisse, compte tenu des effets de désinformation d'ordre militaire, «  maskirovka » en russe).
- Longueur : ~ 24 mètres.
- Diamètre : ~ 2 mètres.
- Vitesse : variable, entre une trentaine de nœuds (mode furtif), et jusqu'à 70 à 200 nœuds (cette dernière vitesse donnée étant sujette à caution) sur une distance de 10 kilomètres et à faible profondeur grâce à l'emploi de techniques de supercavitation (une possibilité remise en question par l'expert américain en sous-marin H.I. Sutton)[17].
- Rayon d'action : 10 000 kilomètres.
- Profondeur de fonctionnement : jusqu'à 1 000 mètres.
- Propulsion : nucléaire. Détails inconnus à ce jour.
- Charge stratégique : entre 2 Mt et 100 Mt (cette dernière donnée étant sujette à caution). Le drone sous-marin Status-6 Poseïdon peut emporter une charge conventionnelle comme une charge nucléaire.

Parmi les aspects techniques notables, la technologie de supercavitation n'est pas nouvelle dans l'arsenal russe, puisque déjà utilisée par les torpilles à grande vitesse Shkval et leurs remplaçantes à venir, les Khishchnik.

## Analyse stratégique opérationnelle
Ce système d'arme stratégique est bâti sur l'usage d'effets d'évitement et de surprise. En effet, sa vitesse variable permet un déplacement très rapide, grâce à un système de propulsion par supercavitation (ce mode de déplacement rendant extrêmement difficile son interception et sa destruction en milieu aquatique) ou une approche furtive à plus faible vitesse grâce à un système d'hélice de dernière génération.
Cet engin étant réservé au milieu marin, ce sont les installations côtières stratégiques qui sont ciblées (grands ports civils et/ou militaires, infrastructures nucléaires civiles ou militaires, villes côtières à caractères politique et économique stratégiques), ou des flottes stratégiques en mer (comme celle incluant un porte-avion).
Pour l'armement nucléaire de ce drone, l'utilisation d'une charge même réduite (à partir de 2 Mt) permettrait de générer un effet tsunami si déclenchée au large de côtes ou en pleine mer, ou un effet destructeur et radiatif neutralisant (par l'adjonction d'un matériau radioactif adapté, comme le cobalt 60) si déclenchée au contact des infrastructures visées,.
Cependant, concernant l'aspect « tsunami » évoqué, de précédentes études scientifiques (à la fin des années 1960 puis en 2005) tendent à démontrer qu'une vague géante provoquée intentionnellement par une explosion artificielle tendrait à se briser au large des côtes par effet Van Dorn,. Dans les années 1970, ces conclusions ont amené les états majors de la Navy à supposer inopérant ce type d'attaque.
L'emploi du Poseïdon devrait donc tenir compte de la bathymétrie locale de la cible et obligerait au développement d'une « bibliothèque » d'amplitudes de vagues attendues le long des côtes vulnérables. D. G. Korycansky et P. J. Lynett, en complément des études précédentes liées à l'effet Van Dorn, soulignent l'effet d'écrasement subi par les tsunamis à l'approche de côtes formées de plateaux continentaux de profondeurs inférieures à cent mètres. Dans ces derniers cas, leurs calculs aboutissent à des réductions à trente pour cent des hauteurs de vagues par rapport à celles attendues sur des fonds plus profonds. Dans ces conditions et selon ces calculs, une vague d'une hauteur de cent mètres se retrouverait réduite à une trentaine de mètres lors de son passage sur un plateau continental ; ce qui constitue encore une hauteur très largement suffisante pour l'atteinte d'objectifs stratégiques (à titre de comparaison, le tsunami de Fukushima, le 11 mars 2011, faisait entre quinze et trente mètres de haut pour ses vagues les plus hautes).

Parmi les possibilités d'acheminement de la charge thermonucléaire, des rumeurs rapportées par le spécialiste H.I. Sutton font état de la possibilité de déposer le système d'armes sur les fonds marins, en attente de déclenchement. Ce procédé, identifié sous de le nom de « Skif » (« Скиф »), contreviendrait au Traité de désarmement sur le fond des mers et des océans, ratifié le 18 mai 1972 par l'État soviétique. Cette possibilité soulève également le problème matériel du déploiement sur les fonds marins de manière discrète, puisque l'utilisation de bateaux en surface permettrait d'identifier et de localiser les zones d'installation.
Enfin, concernant les soupçons de désinformation militaire concernant cette arme, d'autres dépenses colossales effectuées en rapport avec ce présent projet entrent en considération, pour le sous-marin K-329 Belgorod par exemple (le premier sous-marin, d'un modèle issu de la classe Oscar II et largement remodelé, désigné pour déployer jusqu'à six torpilles Status-6 Poseïdon et pour des missions spéciales) ou le sous-marin Khabarovsk du projet 09851 (classe Boreï, selon l'expert américain H. I. Sutton). Ces dépenses militaires sont d'une telle ampleur pour un pays comme la Russie qu'il serait trompeur de les assimiler à une seule entreprise de désinformation.
Le risque stratégique majeur lié à cette arme est donc d'actualité, particulièrement dans un contexte où les contre-mesures marines qui lui seraient adaptées sont aujourd'hui non opérationnelles.
Les tensions grandissantes entre la Russie et les pays de l'OTAN, relancées en 2002 du fait de la décision prise au sein de l'OTAN du déploiement par les États-Unis de leur solution de bouclier anti-missiles en Europe de l'Est, suivie de la reprise des vols continus des bombardiers stratégiques russes en 2007 selon un modus operandi datant de la guerre froide, puis en 2013 par la guerre en Syrie, la crise ukrainienne et la guerre du Donbass, ont établi le retour à une Nouvelle guerre froide. Un cap est franchi en août 2019 lors de l'abandon du traité sur les forces nucléaires à portée intermédiaire entre ces deux pays. À travers ces projets militaires ainsi que l'affichage d'objectifs stratégiques sur les territoires maritimes arctiques,, ou du Pacifique Nord,,,,,, le président russe avertit et cherche à impressionner ses homologues, dans un contexte international tendu, sur un fond stratégique de dissuasion nucléaire et sur sa doctrine de destruction mutuelle assurée.